# Wrottesley (Mondkrater)
Wrottesley ist ein Einschlagkrater im Osten der Mondvorderseite, am südöstlichen Rand des Mare Fecunditatis, unmittelbar westlich des Kraters Petavius, dessen Rand er berührt.
Der Krater ist mäßig erodiert und weist ausgeprägte Terrassierungen sowie einen Zentralberg auf.
| Buchstabe | Position           | Durchmesser | Link |
| --------- | ------------------ | ----------- | ---- |
| A         | 23,57° S, 54,92° O | 10 km       |      |
| B         | 24,95° S, 56,89° O | 8 km        |      |

Der Krater wurde 1935 von der IAU nach dem britischen Astronomen John Wrottesley, 2. Baron Wrottesley, offiziell benannt.